# Lifestyles of Health and Sustainability
Pour les articles homonymes, voir Lifestyle.
LOHAS est l'acronyme de l'anglais Lifestyles of Health and Sustainability, que l'on peut traduire par « modes de vie pour la santé et la durabilité ».
C'est le nom d'un segment de population japonaise et américaine utilisé en mercatique pour désigner une niche de consommateurs qui s'intéressent de près à l'environnement, le développement durable, la cohésion sociale et la santé. Ils consomment bio et commerce équitable.